# APKPure
APKPure est un magasin d'applications pour les systèmes d’exploitation Android. Les applications peuvent être installées directement via l'application APKPure, mais peuvent également être téléchargées depuis le site web au format .apk et .xapk.

## Histoire
APKPure a été créé par M. Amine Sekkach. À l'instar d'autres magasins d'applications alternatifs tels que APKMirror, Aptoide, F-Droid et Uptodown, il est populaire parmi les utilisateurs de smartphones Android n'ayant pas accès au Google Play. C'est le cas pour certaines marques de téléphones, ou lorsque l'utilisateur ne souhaite pas associer de compte Google à son terminal.
En avril 2019, Google et Apple suppriment TikTok,,. De nombreux sites Web recommandent alors d'utiliser des sites Web tels que APKPure et APKMirror pour télécharger la dernière version.

## Sécurité
En 2021, des sociétés de cybersécurité ont détecté un malware dans APKPure.